# Bolesław (Olkusz)
Bolesław è un comune rurale polacco del distretto di Olkusz, nel voivodato della Piccola Polonia.
Ricopre una superficie di 41,42 km² e nel 2004 contava 7 842 abitanti.

## Storia
Negli anni dal 1975 al 1998 questo comune faceva parte del Voivodato di Katowice.